# بافو فولتيلاينين
بافو فولتيلاينين (بالفنلندية: Paavo Voutilainen)‏ (25 فبراير 1999 - ) هو لاعب كرة قدم فنلندي في مركز الدفاع.

## وصلات خارجية
- بافو فولتيلاينين على موقع قاعدة بيانات كرة القدم.إي يو (الإنجليزية)
- بافو فولتيلاينين على موقع Soccerway.com (الإنجليزية)